# Музейний центр О. П. Блаватської та її родини
Музейний центр О. П. Блаватської та її родини — одна з шести філій Дніпропетровського національного історичного музею ім. Д. І. Яворницького, що включає в себе старовинну садибу Фадєєвих, де народилася і жила теософ, письменниця і мандрівниця Олена Петрівна Блаватська.

## Будинок на вулиці Петербурзькій
На початку XIX ст. в Катеринославі, на вулиці Петербурзькій, був побудований будинок. Це була міська садиба з панським будинком, дворовими будівлями і величезним садом, який розташовувався на площі в 2 гектари. У 1815 році він був проданий Андрію Михайловичу Фадєєву.
Будинки в провінційному Катеринославі тоді будувалися нещільно: з вікнами на чотири сторони, з великим садом навколо. За принципом міського садибного домоволодіння в ті роки були побудовані і контора опікунства іноземних поселенців, і сусідня з нею будівля поштової контори, і цілий ряд інших будівель, як казенних, так і приватних.

### Родина Фадєєвих
Сім'я Фадєєвих приїхала до Катеринослава з Ржищіва Київської губернії в 1815 році. Її глава Андрій Михайлович Фадєєв (1790—1867) був призначений на службу до Новоросійської контори Піклування іноземних поселенців молодшим товаришем головного судді (сьогодні в будинку Опікунської контори на проспекті Дмитра Яворницького, 64 розташований музей «Літературне Придніпров'я»).
До цієї родини належали громадські та політичні діячі, письменники і вчені:
1. Олена Павлівна Фадєєва
2. Олена Андріївна Ган
3. Ростислав Андрійович Фадєєв
4. Надія Андріївна Фадєєва
5. Катерина Андріївна Фадєєва
6. Олена Петрівна Блаватська
7. Віра Петрівна Желіховська
8. Сергій Юлійович Вітте

У будинку на Петербурзькій Фадєєви прожили дев'ятнадцять років. Тут у них народилося четверо дітей. З нього пішла під вінець їх старша дочка. Тут в 1831 році народилася і їх перша онука.
У 1820 році пережили повінь, у 1821 році народилася і через кілька місяців померла крихітна донька Фадєєвих Анастасія, у 1824 році — улюблена бабуся Олени Павлівни Фадєєвої — Олена Іванівна Бранде-дю-Плессі, яка прожила з сім'єю Фадєєвих більше десяти років.
У 1826 році Андрій Михайлович Фадєєв пише: «… я мав нещастя втратити батька мого, переселився до Катеринослава, щоб бути ближче до мене і до мого сімейства. Мати моя залишилася назавжди на проживанні в Катеринославі».

### Будинок після Фадєєвих
За однією з версій істориків, будинок у сім'ї Фадєєвих придбав К. В. Нейман — німець з Аахена, який приїхав до Катеринослава, як і Фадєєва, в 1815 році. Був купцем другої гільдії, а в 1833 році на Петербурзькій відкрив невелику суконну фабрику. За іншою, основною, версії, наступником Фадєєвих, що купив їх будинок, був В. І. Драгневич.
Після смерті Драгневича будинок перейшов у володіння його зятя — М. С. Кльовцова.
У другій половині XIX століття будинок стає власністю купця Станіславського. А в 1890-х роках будинок був зданий власниками в оренду і тут розмістилося сьоме міське жіноче училище. На початку ХХ століття будинок отримав адресу: вулиця Петербурзька, 11.
З 1913 року будинок на Петербурзькій, 11 — власність купця Майданського.
Після революції був націоналізований і перетворений в комунальне житло для більш ніж двадцяти сімей. Ймовірно, саме в цей час зазнав серйозних внутрішніх перебудов.
З кінця 1940-х в ньому розмістилося заводоуправління «Дніпробудмаш» і заводська їдальня. Потім більша частина будівлі (крім їдальні) була передана для розміщення школи робітничої молоді при заводі.
У 1960 — 70-х роках в ньому розташовувалася вечірня школа № 4.
У 1980-х початку 90-х роках — курси машинопису і стенографії, потім професійно-технічне училище № 51, потім ПТУ № 63.
У 1987 році будинок отримав статус пам'ятника історії і культури XIX століття (рішення Дніпропетровського облвиконкому N180 від 16.07.1987 р. Державний обліковий номер 6156).
У 1991 році на будівлі встановлена меморіальна дошка, присвячена О. П. Блаватській.
У 2004 році рішенням Кабінету Міністрів України і Дніпропетровської обласної ради будинок по вул. Ленінградській, 11 переданий на баланс Дніпропетровського історичного музею ім. Д. І. Яворницького з метою створення в ньому Музейного центру О. П. Блаватської та її родини.
У 2018 році постановою Кабінету Міністрів України від 25.01.2018 № 32 будинок стає Пам'яткою історії національного значення.

## Видатні мешканці будинку на Петербурзькій

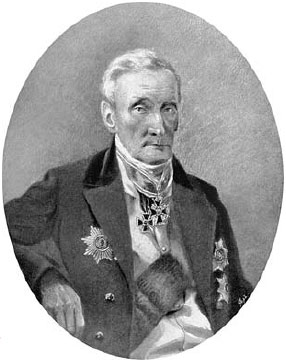
Андрій Фадєєв
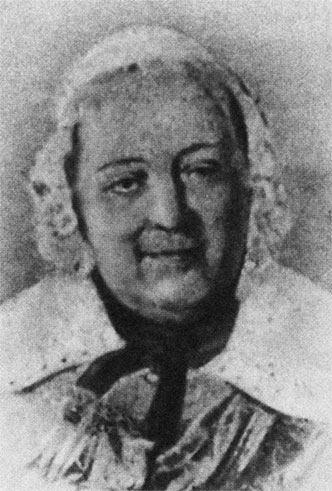
О. П. Фадєєва
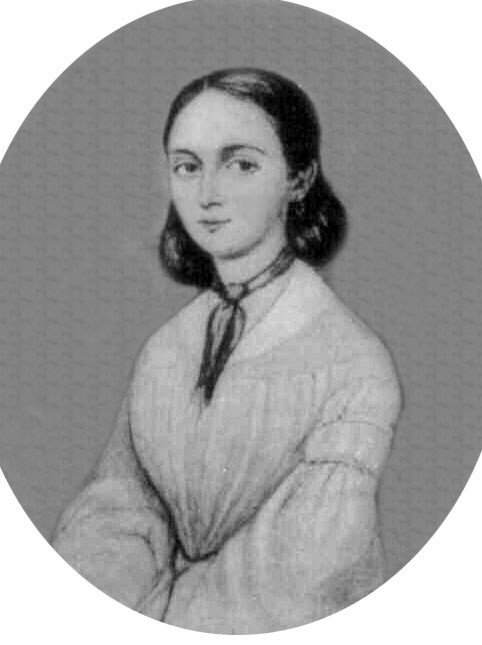
Олена Ган
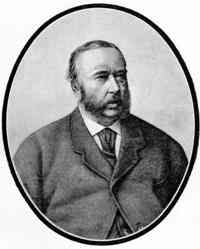
Ростислав Фадєєв
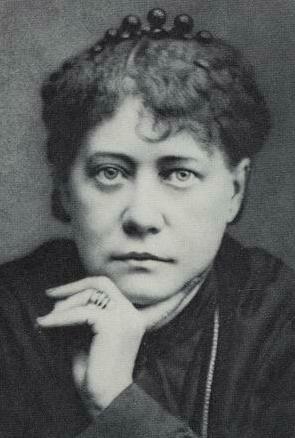
Олена Блаватська